# 納普夫山
47°0′15″N 7°56′24″E / 47.00417°N 7.94000°E

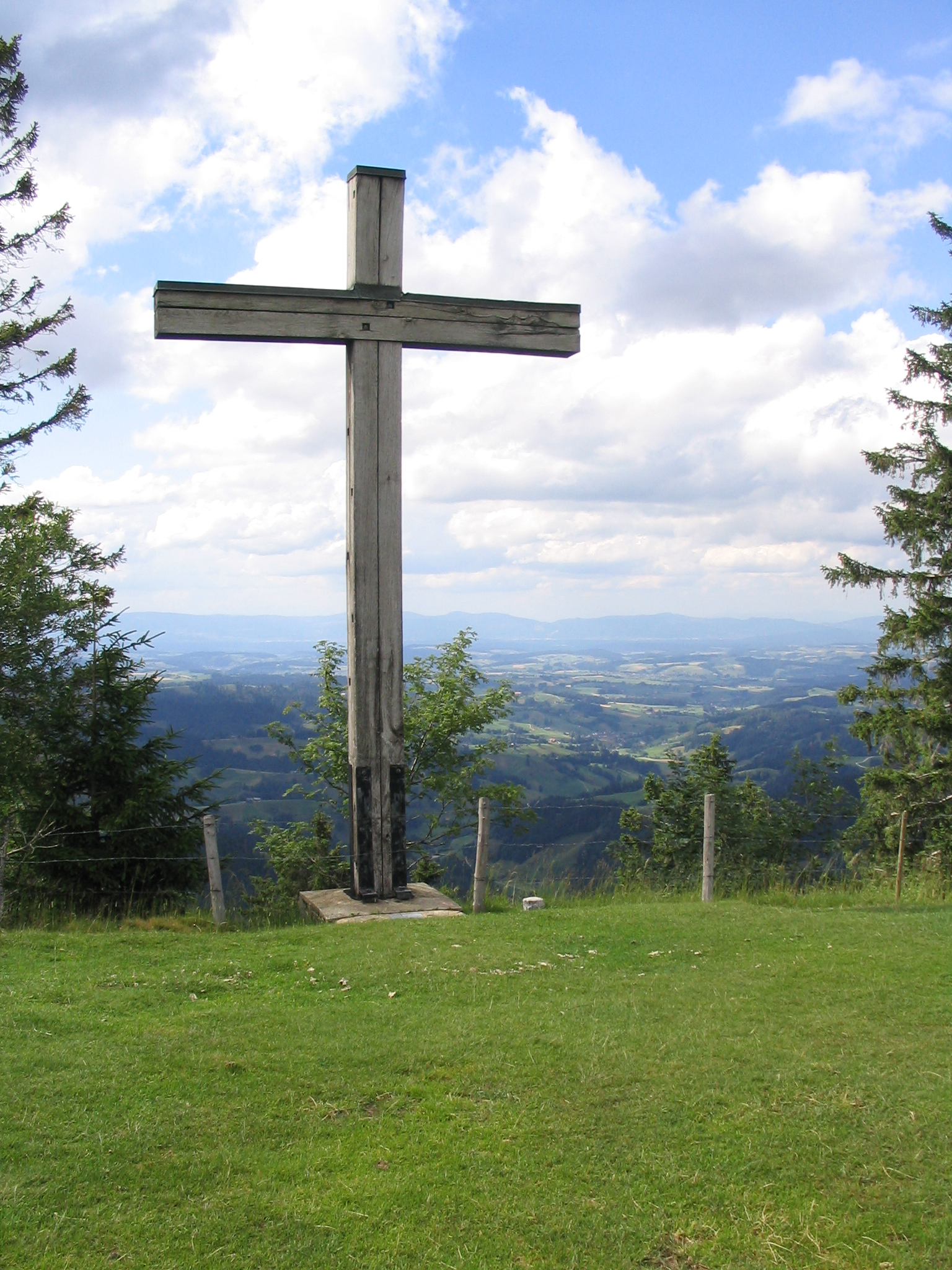

納普夫山（Napf），是瑞士的山峰，位於該國中部，由伯恩州和盧塞恩州負責管轄，屬於埃默河谷山的一部分，海拔高度1,408米，每年平均降雨量1,708毫米。